# The Time Machine (romance)
The Time Machine (A Máquina do Tempo, em português) é um romance de ficção científica de H. G. Wells, com primeira edição em 1895, a partir do qual se realizaram dois filmes com o mesmo nome. Julga-se ser a primeira obra de ficção científica a propor o conceito da viagem no tempo usando um veículo que permite ao seu operador viajar propositadamente e de forma selectiva.
A ideia de viajar no tempo não se iniciou com Wells, ela já existia havia muito tempo, se não sempre, nos sonhos dos homens; mas certamente sua obra A Máquina do Tempo é umas das primeiras a serem mencionadas quando o tema é abordado.  

## Sinopse
O personagem conhecido apenas como "O Viajante do Tempo", desenvolve, com base em conceitos matemáticos, uma máquina capaz de se mover pela Quarta Dimensão, neste caso considerada como a dimensão do tempo. Com ela, viaja até ao ano de 802.701 d.C. onde encontra os Elóis, pacíficos e dóceis remanescentes dos humanos, aparentemente vivendo num mundo paradisíaco, sem qualquer tipo de preocupações, até perceber que eles, na realidade, servem de alimentos para uma outra raça, os Morlocks, que vivem no subterrâneo e que, apesar de outrora terem sido dominados pelos Elóis, tornaram-se predadores destes.

## Filme

### Versão de 1960
O livro recebeu uma versão cinematográfica em 1960, dirigida por George Pal e tendo Rod Taylor como ator principal, sendo relativamente fiel ao livro original apesar de adicionar alguns conceitos de sua época, o por adicionar licenças poéticas que tornam a história mais rápida e simples. O personagem principal recebeu também um nome, "George", numa óbvia homenagem a Herbert George Wells.

### Versão de 2002
Já na outra versão de 2002, dos diretores Gore Verbinski e Simon Wells, por sinal bisneto de H.G.Wells, ocorrem alterações mais extensivas. 
O personagem central da história é o cientista Alexander Hartdegen, interpretado por Guy Pearce, um homem obcecado por duas coisas: sua bela noiva Emma e a possibilidade de viajar no tempo; porém uma tragédia acaba vitimando a noiva do cientista. Desesperado ele resolve construir uma máquina do tempo para voltar no tempo e mudar o passado. Após muito pesquisar, Hartdegen consegue construir um aparelho capaz de transportar as pessoas pelo tempo. Ele retorna ao passado e tenta salvar sua noiva. Entretanto, apesar das tentativas, ela acaba sempre morrendo. Desesperado, o cientista resolve viajar até o futuro para descobrir por que ele é incapaz de alterar o passado. Testando suas teorias com a máquina, Alexander viaja de 1889 para o ano de 802 701d.C.. Lá ele descobre que a humanidade se dividiu em duas raças: os Morlock e os Eloi. Além disso, os seres humanos não são mais encarados como iguais entre si, mas como caças e caçadores.Lá ele encontra sua resposta. Se Emma não tivesse morrido, Hartdegen não teria construido a maquina, se a maquina não fosse criada, logo ele não poderia usa-la para voltar e salvar Emma. Torna-se um paradoxo.

## Na ciência
A ideia de viagem no tempo, para alguns cientistas, pode ser uma possibilidade real e não apenas ficção científica. Até hoje ainda existem teorias sobre a máquina do tempo. O físico brasileiro Mario Novello é um apaixonado pelas questões da origem do universo e das viagens no tempo e lidera uma equipe que nos últimos 15 anos esteve teoricamente envolvida com a pesquisa de "time machine", como essa possibilidade de viagem no passado é conhecida entre os físicos. Além do grupo brasileiro, outras duas equipes, na Rússia, trabalham no assunto. Eles investigaram uma possibilidade levantada em 1949 pelo matemático Kurt Gödel para as equações da relatividade geral de Einstein e Henri Poincaré.